# 英戈·施托伊尔
英戈·施托伊尔（德語：Ingo Steuer，1966年11月1日—），德国男子花样滑冰运动员。他曾代表德国参加1994年和1998年冬季奥林匹克运动会花样滑冰比赛，其中1998年冬季奥运会获得一枚铜牌。